# Белая (нижний приток Айдара)
Бе́лая (укр. Біла) — река на Украине, правый приток реки Айдар, бассейн Северского Донца. Длина — 59 км. Площадь водосборного бассейна — 1015 км². Наклон — 0,7 м/км.
Долина асимметрична, в 2,5—3 км в ширину. Пойма заболочена, шириной до 800 м. Русло извилисто, шириной 2—10 м. Глубины до 1,8 м. Река используется для орошения, хозяйственно-бытовых нужд и разведения водоплавающей птицы.
Река Белая берёт начало на южных склонах Среднерусской возвышенности вблизи с. Николаевка. Течёт по территории Белокуракинского, Старобельского районов Луганской области. На реке построены шлюзы-регуляторы, ставки. Между Белокуракино и Павловкой построено водохранилище (плотина) для потребностей орошения и рыборазведения.